# Académie Mallarmé
Académie Mallarmé är ett litterärt sällskap, som grundades 1937 av en grupp författare. Namnet fick sällskapet efter Stéphane Mallarmé (1842–1898), som var en viktig företrädare för symbolismen.
Sedan året för sitt grundande delar Académie Mallarmé även ut Prix Mallarmé. Den förste pristagaren var Jacques Audiberti. 
Grundarna erbjöd också Paul Claudel (1868–1955), André Gide (1869–1951) och Francis Jammes (1868–1938) att ansluta sig till dem, men dessa avböjde.

## Stiftande ledamöter
| - Paul Valéry (1871–1945) - Édouard Dujardin (1861–1949) - André Fontainas (1865–1948) - Charles Vildrac (1882–1971) - Maurice Maeterlinck (1862–1949) | - André-Ferdinand Hérold (1865–1940) - Albert Mockel (1866–1945) - Léon-Paul Fargue (1876–1947) - Francis Vielé-Griffin (1864–1937) | - Paul Fort (1872–1960) - Saint-Pol-Roux (1861–1940) - Valery Larbaud (1881–1957) - Jean Ajalbert (1863–1947) |